# Convolvulus gracillimus
Convolvulus gracillimus är en vindeväxtart som beskrevs av Karl Heinz Rechinger. Convolvulus gracillimus ingår i släktet vindor, och familjen vindeväxter. Inga underarter finns listade i Catalogue of Life.